# Rataban
Rataban ist ein Berggipfel im Himalaya, der im Distrikt Chamoli in Uttarakhand, Indien, liegt. Die Höhe des Gipfels beträgt 6166 Meter (20,230 ft).